# NGC 5642
NGC 5642 је елиптична галаксија у сазвежђу Волар која се налази на NGC листи објеката дубоког неба.
Деклинација објекта је + 30° 1' 38" а ректасцензија 14h 29m 13,4s. Привидна величина (магнитуда) објекта NGC 5642 износи 12,9 а фотографска магнитуда 13,9. NGC 5642 је још познат и под ознакама UGC 9301, MCG 5-34-52, CGCG 163-64, PGC 51751.